# Валуев, Пётр Александрович
Граф (с 1880) Пётр Алекса́ндрович Валу́ев (22 сентября [4 октября] 1814, Царицыно — 27 января [8 февраля] 1890, Санкт-Петербург) — русский государственный деятель из рода Валуевых. Курляндский губернатор (1853—1858), министр внутренних дел (1861—1868), разработчик земской реформы 1864 года, министр государственных имуществ (1872—1879), председатель Комитета министров (1879—1881). Статс-секретарь Его Императорского Величества (1859). Действительный тайный советник (1866). Почётный член Русского географического общества (1863). Почётный член Петербургской академии наук (1867). Написал несколько романов. Большой интерес для историков представляют его дневники.

## Биография
Родился в подмосковном Царицыне в 1814 году в семье камергера Александра Петровича Валуева, одного из сыновей Петра Степановича Валуева, который занимался сносом в Московском Кремле исторических зданий, «помрачавших своим неблагообразным видом прочие великолепнейшие здания». В некоторых источниках указывают годом рождения — 1815-й, что невозможно, так как 1 ноября 1815 года в Москве родилась его сестра Дарья.
Получил домашнее образование. В юности придерживался оппозиционных взглядов, о чём свидетельствует его участие в 1838—1839 годах в лермонтовском кружке университетской молодёжи. Выдержав экзамен при Императорском Московском университете, получил 17 марта 1832 года соответствующий аттестат. Государственную службу начал в канцелярии военного генерал-губернатора Москвы ещё 17 апреля 1831 года, в шестнадцатилетнем возрасте. Первый чин, коллежского регистратора, получил 12 февраля 1833 года. В 1834 году был пожалован званием камер-юнкера и переведён на службу в I, потом во II отделение Собственной Его Императорского Величества канцелярии, где находился в распоряжении M. M. Сперанского и занимался кодификацией законов.
В 1845 году назначен чиновником особых поручений при рижском военном генерал-губернаторе Головине. Благодаря связям, между прочим, через жену, трудолюбию, знанию иностранных языков, умению говорить и писать официальные бумаги, но всего более благодаря искусному лавированию между противоположными течениями, он сделал блестящую карьеру. В 1853 году он был назначен курляндским губернатором, каковую должность занимал до 1858 года.

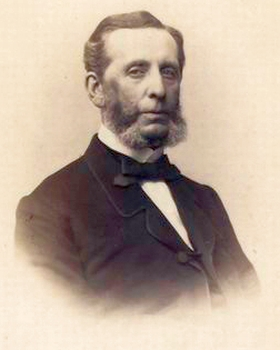
П. А. Валуев, 1864—1866 гг.

В 1855 году Валуев написал записку: «Дума русского» (напечатана в 1891 году в «Русской старине», № 5) и разослал её в рукописи великому князю Константину Николаевичу и другим высокопоставленным лицам, считавшимся сторонниками реформ. В этой записке он доказывал, что у нас «сверху блеск, снизу гниль; в творениях нашего официального многословия нет места для истины; самый закон заклеймен неискренностью… Везде пренебрежение и нелюбовь к мысли, движущейся без особого на то приказания; везде опека над малолетними; везде противоположение правительства народу, казённого частному, вместо ознаменования их естественных и неразрывных связей. Пренебрежение к каждому из нас в особенности, и к человеческой личности вообще водворилось в законах…». Все наши ведомства «обнаруживают беспредельное равнодушие ко всему, что думает, чувствует или знает Россия…». «Управление доведено, по каждой отдельной части, до высшей степени централизации; но взаимные связи этих частей малочисленны и шатки. Масса дел, ныне восходящих до главных начальств, превосходит их силы. Они по необходимости должны предоставлять значительную часть этих дел на произвол своих канцелярий. Таким образом судьба представлений губернских начальников и генерал-губернаторов весьма нередко зависит не от господ министров, но от столоначальников того или другого министерства». Записка обратила на себя внимание; великий князь Константин Николаевич официальным приказом по морскому министерству рекомендовал эту «весьма замечательную записку», и, приведя из неё несколько крупных выдержек, предписывал «сообщить эти правдивые слова тем лицам и местам морского ведомства, от которых в начале будущего года мы ожидаем отчетов за нынешний год».
В 1858 году Валуев был назначен директором 2-го департамента Министерства государственных имуществ. Не теряя симпатий либеральной партии, он сумел понравиться и своему начальнику М. Н. Муравьёву. Муравьёв нередко возлагал на Валуева составление возражений на проекты, вырабатывавшиеся редакционными комиссиями; Валуев по собственному выражению был «пером оппозиции» — то есть оппозиции делу освобождения крестьян. Во время службы в министерстве государственных имуществ Валуев, кроме разных других наград, получил звание статс-секретаря Его Величества.

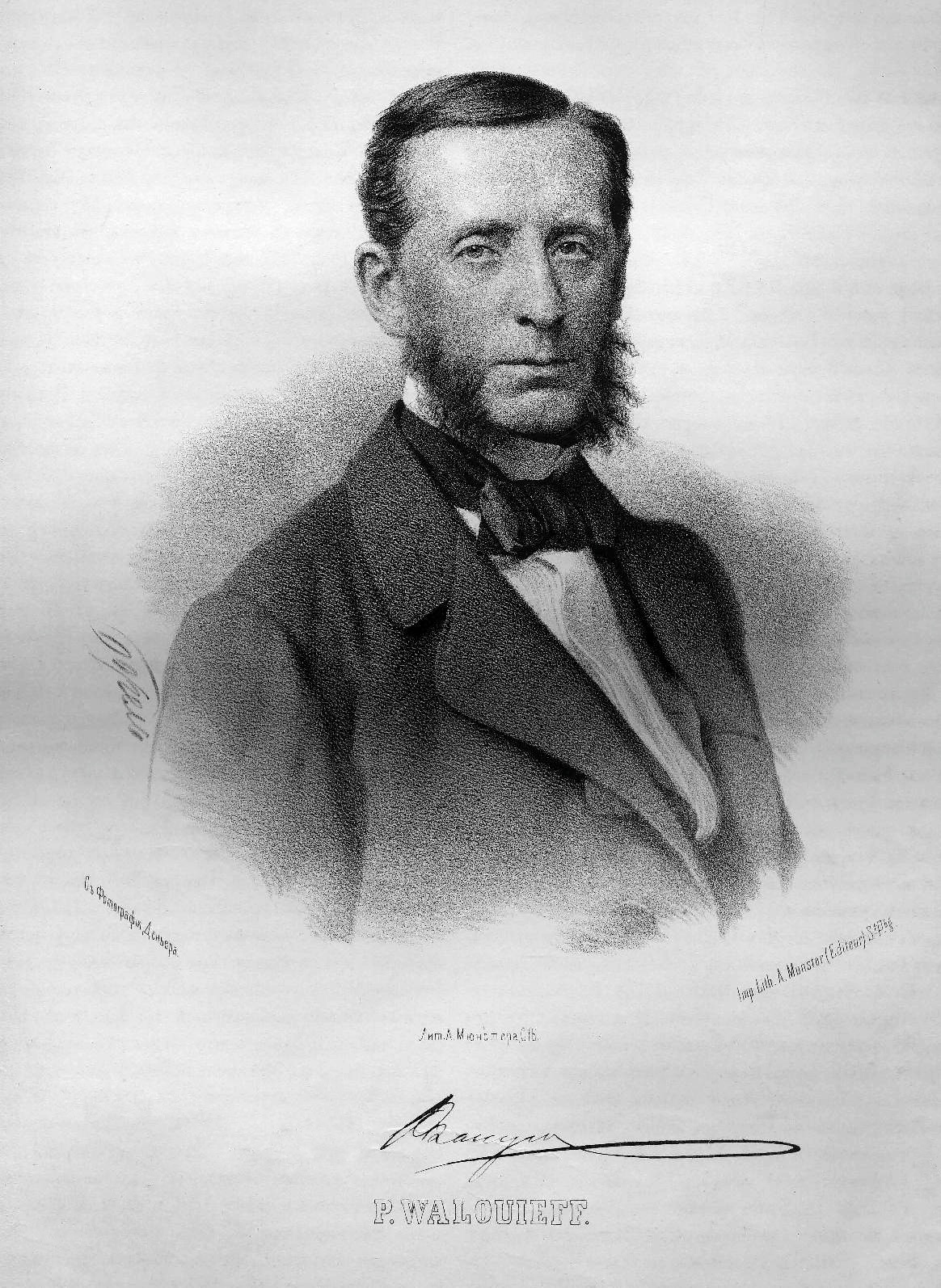
П. А. Валуев, 1865 год

7 января 1861 г. Валуев был назначен управляющим делами Комитета министров, а 23 апреля того же года поставлен во главе министерства внутренних дел вместо Ланского. В 1863 году Валуев написал и подал Александру II записку, в которой для предупреждения брожения внутри России и для предотвращения возможного вмешательства европейских держав на защиту Польши рекомендовал произвести реформу в высшем государственном управлении, но такую, которая оставила бы незатронутыми прерогативы верховной власти. Он рекомендовал представителей населения, избранных земскими собраниями по 2 — 4 делегата на губернию, а также городскими думами более крупных городов, приглашать в Государственный совет, но не постоянно, а при обсуждении некоторых определённых дел. Это был проект соединения бюрократической конституции с самодержавием. Записка не имела никаких последствий.

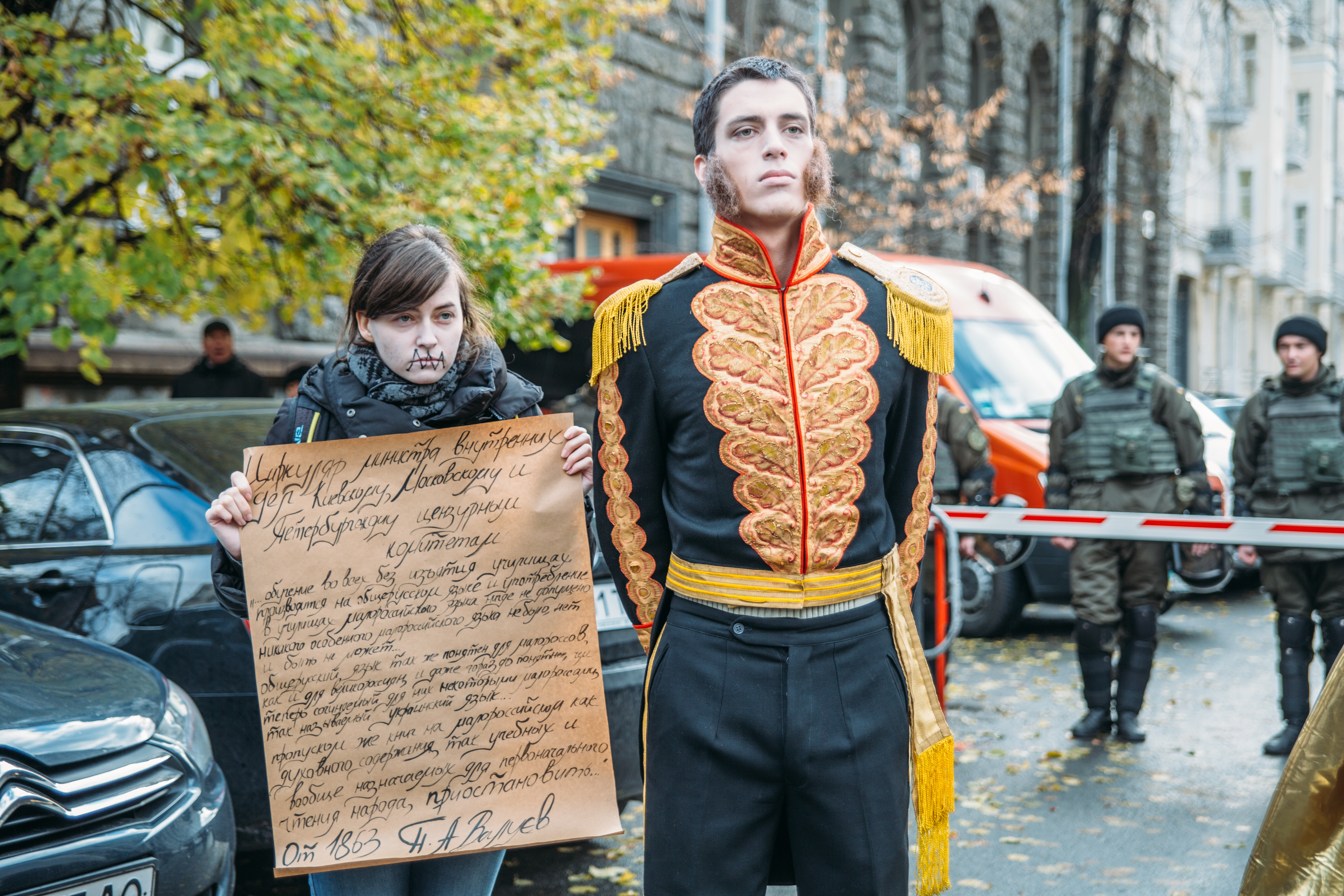
«Пётр Валуев» и его «циркуляр» возле Администрации Президента Украины. Перформанс против русификации и с требованием законодательной защиты украинского языка. День украинской письменности и языка, 9 ноября 2015 года.

Считая важным вопрос о выпуске литературы на малороссийском языке, Валуев 11 июля 1863 года сделал распоряжение цензурному ведомству до обсуждения данного вопроса с министром народного просвещения, обер-прокурором Святейшего Синода и шефом жандармов, в котором «дозволялись к печати только произведения на малороссийском языке, принадлежащие к области изящной литературы, пропуском же книг на том языке религиозного характера, учебных и вообще предназначенных для первоначального чтения народа, приостановить до разрешения настоящего вопроса». 18 июля 1863 года Валуев с грифом «Секретно» рассылает представления министру народного просвещения (№ 394), начальнику III отделения (№ 395), обер-прокурору Святейшего Синода (№ 396), а также цензурным комитетам Киева, Москвы, Вильно, Санкт-Петербурга, Дерпта и Казани, получившие в историографии название валуевский циркуляр, которыми ограничивалось издание книг на украинском языке.
В бытность Валуева министром внутренних дел проведены две важные реформы: земская 1864 г. и цензурная 1865 г. Обе реформы имели половинчатый характер, и все-таки тотчас же после их проведения сам Валуев начал борьбу как с земством, отстаивая прерогативы администрации, так и с печатью. Уже с 1866 г. начали появляться новеллы к цензурному уставу, которыми печать стеснялась все более и более; новые журналы и газеты разрешались Валуевым с крайним трудом, а из ранее существовавших даже органы Каткова и Аксакова, не говоря уже о либеральных, подвергались предостережениям и запрещениям. В сочетании свободы с порядком, как его понимал Валуев, первая должна была постоянно уступать второму.

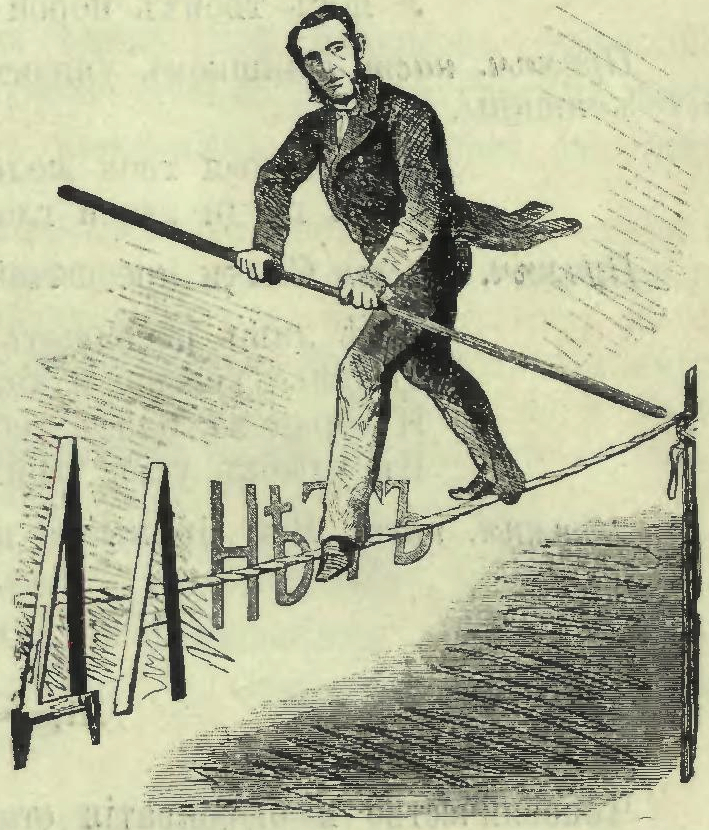
Либерал-эквилибрист, ловко колеблющийся во все стороны и отыскивающий благоразумную середину. Карикатура на Валуева в сатирическом журнале «Искра», 1862, № 21.

От должности министра внутренних дел Валуев был уволен 9 марта 1868 года. Ближайшим поводом к тому было непринятие мер для борьбы с голодом. Оставаясь статс-секретарём и членом Государственного совета, Валуев занял место председателя правления учётно-ссудного банка и общества взаимного поземельного кредита. Оставаясь на виду, Валуев 16 апреля 1872 года Высочайшим указом был назначен министром государственных имуществ. В этой должности Валуев возбудил вопрос о положении сельского хозяйства в России и стал во главе так называемой «валуевской комиссии», имевшей целью его изучение. Комиссия издала пять томов трудов, но практических результатов не имела. Во время управления Валуева министерством в широких размерах шла раздача даром или за ничтожную цену казённых (башкирских) земель в Оренбургской и Уфимской губерниях. Тем не менее учрежденная позднее Комиссия для расследования злоупотреблений в раздаче оренбургских и уфимских земель установила, что сам П. А. Валуев к этим злоупотреблениям был не причастен. Среди главных достижений министерства при Валуеве можно назвать осушение Полесья, то есть бассейна реки Припять в треугольнике Брест — Могилёв — Киев. Пост товарища министра при Валуеве занимал А. А. Ливен.
С 25 декабря 1879 года Валуев был назначен председателем Комитета министров и одновременно главноуправляющим канцелярии Его Величества по принятию прошений. В этом же году Валуев вновь подал Александру II свой конституционный проект 1863 г., но и на этот раз без положительных результатов. 19 февраля 1880 г. Валуев пожалован графским достоинством. До этих пор Валуев в качестве председателя Комитета министров пользовался значительным влиянием, но возвышение графа Лорис-Меликова, его решительного противника, положило конец этому влиянию. К тому же ревизия сенатора М. Е. Ковалевского обнаружила злоупотребления при раздаче башкирских земель Уфимской губернии; сам Валуев остался не заподозренным в корыстных целях, но как министр был ответственен за действия своих подчиненных. 4 октября 1881 г. Валуев получил отставку от должности председателя Комитета министров, но сохранил звание члена Государственного совета. Этим государственная деятельность Валуева окончилась.

### Литературно-публицистическая деятельность
Получив неожиданный досуг, Валуев занялся литературной деятельностью, которой не был чужд и раньше. В 1858 г. он напечатал в официозном заграничном органе русского правительства «Nord»: «Lettres sur l’affranchissement des paysans dans les provinces Baltiques» (эти письма переведены в «Русском Вестнике», 1858, № 1 и 2). В 1876 году (в бытность министром государственных имуществ) Валуев издал в Берлине, за подписью «Русский», брошюру «Русские заграничные публицисты», посвящённую резкой полемике с Самариным, Дмитриевым, князем Васильчиковым и Кошелевым. В 1882 году появился роман Валуева из великосветской жизни, «Лорин». В 1887 г. в «Вестнике Европы» напечатана его повесть «Чёрный бор», в 1891 г. в «Русском Вестнике» — «Княгиня Татьяна». Художественный талант Валуева крайне незначителен, но у него есть некоторая наблюдательность и некоторая сатирическая жилка; его повести интересны по крайне отрицательному отношению к великосветской среде, в которой Валуев вращался всю жизнь. Кроме того, Валуев поместил в «Вестнике Европы» (1888, № 3) статью «Религиозные смуты и гонения от V до XVII в.». Ему принадлежит ещё «Сборник кратких благоговейных чтений на все дни года». Некоторые его произведения религиозного содержания были запрещены духовной цензурой как близкие к протестантизму.
Наиболее важное из литературных произведений Валуева — его дневник, который он вёл с очень раннего времени почти до смерти. Напечатана в «Русской Старине» 1891 года часть дневника, относящаяся к 1847—1860 годам, в «Вестнике Европы» 1907 года — к 1880 году, в сборнике «О минувшем» 1908 года — к 1881—1884 годам. Дневник очень ценен как исторический материал. Валуев обнаруживает здесь критический ум, строго осуждает деятельность правительства за очень и очень многое, и притом как раз за то, в чём он сам был повинен в весьма сильной степени — за стеснения мысли, бюрократизм, излишнюю централизацию и т. п. В 1879 году, то есть когда он сам был председателем комитета министров, Валуев писал в своем дневнике: «Не вижу правительственного сознания, хотя и вижу правительствование. Мне кажется, что всё-таки по частям всё крушится и рушится, и я бессилен крушению и обрушению ставить преграды. Всё одно и то же чувство: вижу, чего другие как будто не видят». В 1881 году он писал: 

«Жалки наши государственные фарисеи, даже наиболее умные, как Абаза и Сольский». «Чувствуется, что почва зыблется, зданию угрожает падение, но обыватели как будто не замечают этого, — а хозяева смутно чуют недоброе, но скрывают внутреннюю тревогу»

## Награды
- Орден Святой Анны 3-й степени (21 мая 1839)
- Орден Святого Владимира 4-й степени (12 марта 1843)
- Орден Святой Анны 2-й степени (7 января 1849)
- Орден Святого Владимира 3-й степени (3 сентября 1854)
- Орден Святого Станислава 1-й степени (3 марта 1856)
- Орден Святой Анны 1-й степени (4 апреля 1860)
- Орден Святого Владимира 2-й степени (1 января 1862)
- Орден Белого орла (17 апреля 1863)
- Орден Святого Александра Невского (4 апреля 1865)
- Бриллиантовые знаки к ордену Святого Александра Невского (9 марта 1868)
- Орден Святого Владимира 1-й степени (1 января 1874)
- Орден Святого Андрея Первозванного (17 апреля 1877)
- Высочайший рескрипт (17 апреля 1881)
- Бриллиантовые знаки к ордену Святого Андрея Первозванного (15 мая 1883)

Иностранные:
- Австрийский орден Леопольда, большой крест (1862)

## Сочинения
- Русские заграничные публицисты — Berlin, 1875. — 27 с.
- Экономические и финансовые заметки Б. М. — Санкт-Петербург, 1881. — [4], 173 с.
- Сборник кратких благоговейных чтений на все дни года / [Соч.] Гр. П. А. Валуева. — Санкт-Петербург: тип. В. С. Балашева, 1884. — [2], 653 с.
- Дневник П. А. Валуева министра внутренних дел: в 2 томах. Т. 1: 1861—1864 гг. / [Акад. наук СССР, Ин-т истории, Гл. арх. упр. при Совете Министров СССР]. — Москва : Изд-во Акад. наук СССР, 1961. — 422 с.
- Дневник П. А. Валуева министра внутренних дел: в 2 томах. Т. 2: 1865—1876 гг. / [Акад. наук СССР, Ин-т истории, Гл. арх. упр. при Совете Министров СССР]. — Москва : Изд-во Акад. наук СССР.— 1961. — 586, [2] с.

## Семья

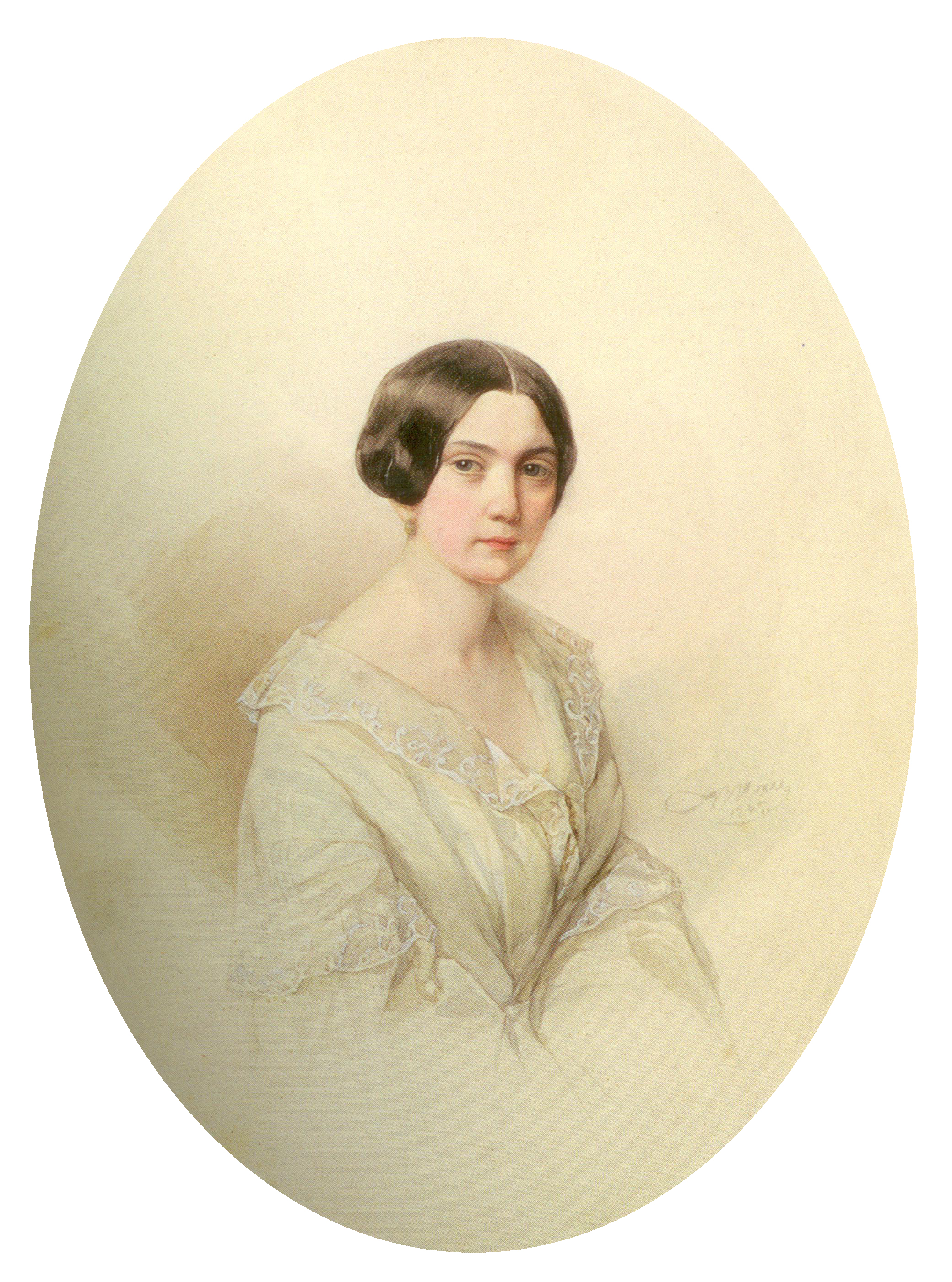
Мария Петровна Валуева на акварели В. И. Гау (1845)

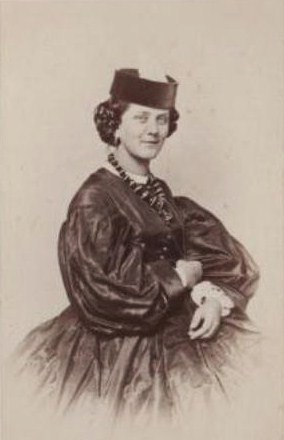
Елизавета Петровна

Первая жена (с 22 мая 1836 года) — княжна Мария Петровна Вяземская (1813—1849), дочь поэта Петра Андреевича Вяземского от его брака с княжной Верой Фёдоровной Гагариной. По словам князя А. М. Мещерского, она «вышла замуж за Валуева по любви. Была замечательно миловидна, свежа, стройна и умственно развита, её портил только курносый носик, полученный ею по наследству от отца. Вследствие этого недостатка, в свете, где она считалась в числе львиц, её прозвали миловидной дурнушкой. Я не менее других её поклонников находился под влиянием её оригинальной красоты и чарующих голубых глаз». В середине 1840-х годов она открыто состояла в связи графом А. С. Строгановым, за что последний был переведён на Кавказ. Умерла в феврале 1849 года от холеры, проболев всего три дня, её едва успели исповедовать и причастить. В браке имела дочь и двух сыновей:
- Елизавета Петровна (16.04.1837—07.02.1916), крестница императора Николая I и камер-фрейлины Екатерины Петровны Валуевой, крещена была в Симеоновской церкви на Моховой. Супруга (с 5 июля 1859) князя Александра Васильевича Голицына (1828—1869), сына В. С. Голицына. Дед, князь П. А. Вяземский, посвятил ей стихотворение «Эсмеральда (Воспоминания о Венеции)».
- Пётр Петрович (1839—1886).
- Александр Петрович (16.02.1841[9]—24.09.1864), крестник бабушки В. Ф. Вяземской, поручик, умер от чахотки в Бадене.

Вторая жена — Анна Ивановна Вакульская (1830—1883), дочь Ивана Петровича Вакульского (1794—1837), рижского полицмейстера и полковника, от его брака с Луизой Диреен. За заслуги мужа 8 апреля 1873 года была пожалована в кавалерственные дамы Орден Св. Екатерины (малого креста). По словам А. А. Половцова, была «почтенная во всех отношениях женщина и умерла довольно скоропостижно». В браке имела сына:
- Николай Петрович (1856—1893)